# Lissonota kaiyuanensis
Lissonota kaiyuanensis är en stekelart som beskrevs av Tohru Uchida 1942. Lissonota kaiyuanensis ingår i släktet Lissonota och familjen brokparasitsteklar. Inga underarter finns listade i Catalogue of Life.